# Jogo de realidade alternativa

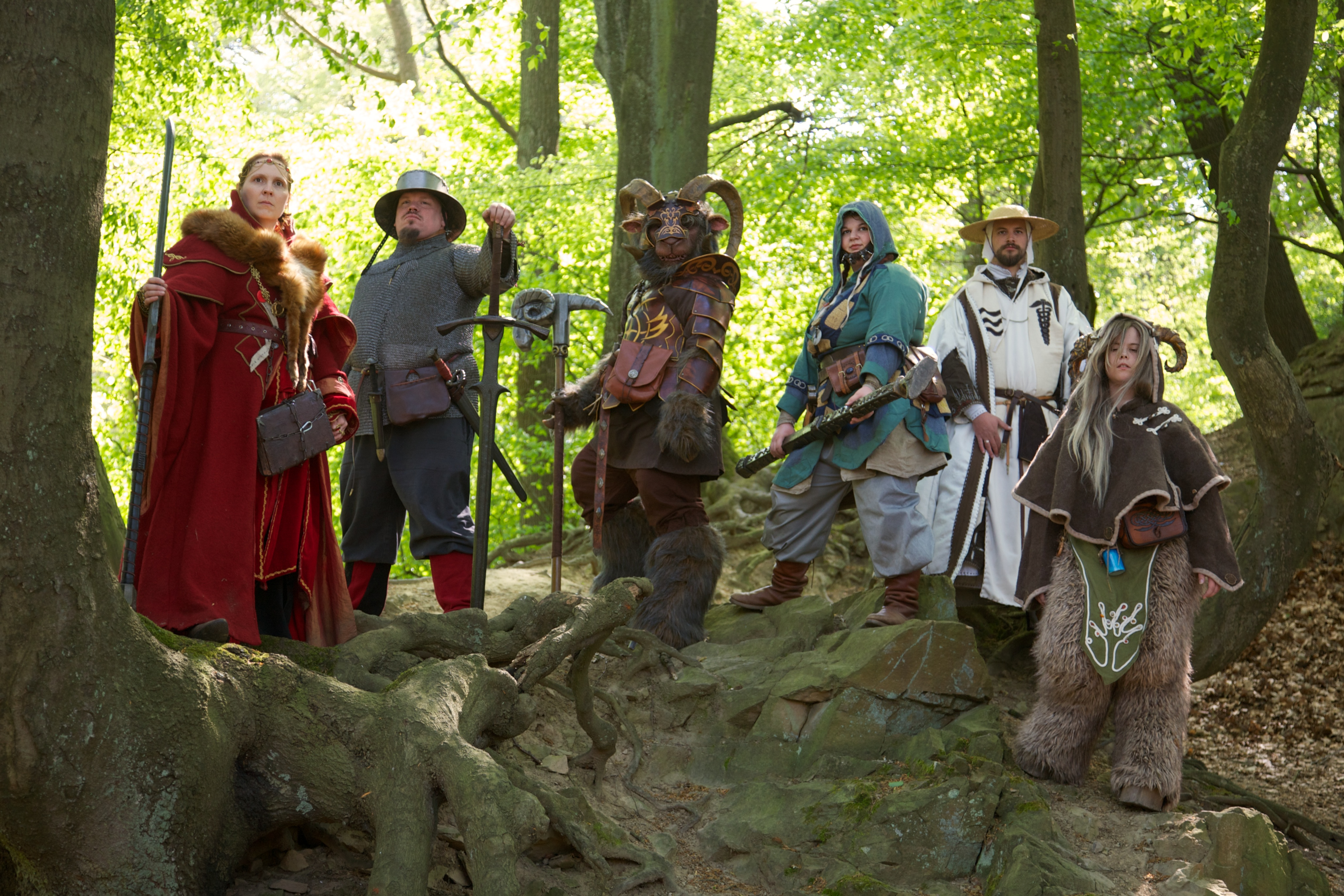
Aventureiros em uma missão

Um jogo de realidade alternativa (em inglês: Alternate Reality Game, abreviado ARG) é um tipo de jogo eletrônico que combina as situações de jogo com a realidade, recorrendo às mídias do mundo real, de modo a fornecer aos jogadores uma experiência interativa.
Os ARGs envolvem os jogadores nas histórias, encorajando-os a explorar a narrativa, a resolver os desafios e a interagir com as personagens do jogo. Este tipo de jogos desenvolve-se a partir de sites, e-mails, telefonemas, entre outros meios de comunicação comuns.
Os ARGs estão popularizando-se e consequentemente a crescer em número. Geralmente, os jogos são gratuitos, sendo as despesas absorvidas pela venda de produtos licenciados (como os puzzles de Perplex City) ou pela promoção de um produto já existente (o I Love Bees promove o jogo de vídeo Halo 2).
O primeiro ARG realizado no Brasil foi o projeto Se7e Zoom,[carece de fontes?] criado para o creme dental Close-Up em 2001. O desafio central da história era revelar a identidade da modelo virtual Sete Zoom. A trama envolveu o desenvolvimento de várias técnicas inovadoras para aquele momento, como: implantação de um chatter bot, simulação de ataques hacker ao site da Sete Zoom, sites fakes do fã clube da personagem, utilização de avatares 3D, contratação de equipe de "seeders" para gerar buzz sobre o projeto em comunidades virtuais, dezenas de emails falsos etc. Tudo para tornar a personagem Sete Zoom uma celebridade na Web. O ponto alto da história foi a publicação de um ensaio sensual da modelo no site The Girl, que gerou todo tipo de polêmica. Quando a personagem estava no "auge da fama", uma campanha publicitária foi lançada para comunicar que a marca Close-Up tinha contratado a modelo para divulgar suas iniciativas online.

## Polêmica
No dia 29 de março de 2007, o ex-parlamentar Arthur Virgílio (PSDB) foi a plenário discursar plenário do Senado contra uma empresa fictícia, que fazia parte do ARG Zona Incerta, ao defender seu estado de origem, o Amazonas, este confundiu um jogo com a realidade, protagonizando assim uma gafe ao afirmar que tinha uma notícia, "da maior gravidade", para levar ao conhecimento da Casa.
"Ela (a notícia) está no site da Agência Amazônia, sob o título 'Laboratório americano propõe privatizar a Amazônia': A Amazônia está mesmo à venda. Em um vídeo de um minuto e 25 segundos, postado em seu site, a empresa norte-americana Arkhos Biotech está convocando as pessoas do mundo inteiro a investir para transformar a Floresta Amazônica em um santuário de preservação sob o controle privado", disse.
Virgílio considerou como ofensa ao país e convidou a empresa para uma reunião na subcomissão da Amazônia. Porém desconheciam o senador e a agência de notícias pela qual ele se informou, que a empresa Arkhos Biotech é fictícia e fazia parte de um jogo patrocinado pelo Guaraná Antarctica.
O site da empresa é elaborado e apresenta histórico da empresa e produtos fabricados. Na parte de imprensa, um release "Arkhos Biotech defende a Amazônia para todos" e um vídeo em inglês defende a privatização para que a floresta seja preservada.
Ironicamente, meses depois, uma matéria veiculada no jornal O Globo tornava pública a criação de um relatório por parte da Agência Brasileira de Inteligência, afirmando que o sueco Johan Eliasch, um dos fundadores da ONG Cool Earth (suspeita de irregularidades em operações na Amazônia) e consultor do primeiro-ministro inglês Gordon Brown, estaria estimulando empresários ingleses a comprar terras na Amazônia. Eliasch está sendo investigado pela ABIN e pela Polícia Federal por conta da compra de 160 mil hectares de terras na Amazônia e no estado de Mato Grosso.